# Omoloj
Az Omoloj (oroszul: Омолой) folyó Oroszország ázsiai részén, Északkelet-Szibériában, Jakutföldön.

## Földrajz
Hossza: 593 km, vízgyűjtő területe: 38 900 km².
A Verhojanszki-hegylánc keleti oldalán, a Szietyindei-hegységben ered és kezdetben alacsony hegyek között folyik észak, északkelet felé. Keleti partja mentén az alacsony Kular-hegyvonulat kíséri, mely elválasztja a Jana és legnagyobb bal oldali mellékfolyója, a Bitantaj völgyétől. Nami falutól (a torkolattól 352 km-re) északra alacsony alföldre ér és 200–300 m széles völgyben, a fagyos, nyáron rendkívül mocsaras tundrán kanyarog végig. Alsó szakaszán északnyugatra fordul és tölcsértorkolattal ömlik a Laptyev-tenger Buor-Haja-öblébe torkollik.
Októberben befagy, télen kb. másfél méter vastag jégpáncél borítja, sok helyen fenékig befagy; csak június elején szabadul fel a jég alól. A három nyári hónapban vonul le az éves vízmennyiség mintegy 85%-a. 
100 km-nél hosszabb mellékfolyói: balról a Kuranah-Jurjah (126 km) és az Arga-Jurjah [Argaa-Jureh] (214 km), jobbról az Ulahan-Kjujogjulljur [Ulahan-Kjuegjuljur] (159 km).